# ギーボルデハウゼン
ギーボルデハウゼン (ドイツ語: Gieboldehausen) は、ドイツ連邦共和国ニーダーザクセン州ゲッティンゲン郡に属すフレッケン（古くから市場開催権など一定の自治権を有していた町村。以下、本項では便宜上「町」と記述する）で、ザムトゲマインデ・ギーボルデハウゼンの本部所在地である。

## 地理
ギーボルデハウゼンは、ウンターアイヒスフェルトの北端、すなわちローテンベルク山地の南端に位置している。ゲッティンゲンの東北東約 25 km の連邦道B27号線沿いにある。この道路は北東方面、ヘルツベルク・アム・ハルツに通じている。
隣接する町村は、ビルスハウゼン、ハットルフ・アム・ハルツ、ロルスハウゼン、ヴォラースハウゼン、ヴォルブランツハウゼン、リューダースハウゼンである。

## 歴史
ギーボルデハウゼンは、1003年5月25日に国王ハインリヒ2世によって "Gebehildehuson" という名前で初めて記録されている。これは、女性の名 (Gebehild) を冠した数少ない定住地の一つである。キリスト教布教後の500年から800年の間にはすでに、周辺の荒れ地に塊村が形成されたと推測される。いくつかの記録から、10世紀にはすでにギーボルデハウゼンに城が建設されたと推測される。この推測は、ガンダースハイム修道院が1256年と1324年にギーボルデハウゼンの聖ラウレンティウス教会のために所有証明書を発行していることを根拠としている。それ以前に、ビーゾ伯はギーボルデハウゼンの城と土地をガンダースハイム修道院に寄贈していたのである。1291年にはヒルデスハイム司教によるこの城の破壊行為が記録されている。さらにこの世紀には、この城は行政活動の中心となっていった。この城は周辺村落の行政中心であり、14世紀からこの地を支配した代官の所在地であった。代官の所在地として、ルーメ川沿いにオイレンブルクという城が現れた。この城は現存していない。また現在も遺る「ハウス・アウフ・デム・ヴァル」（直訳すると「土塁の上の家」）も当時は代官所として利用されていた。1450年からギーボルデハウゼンはフレッケンとしての萌芽を見せ始め、市場開催権とビール醸造権を得た。その後この町は17世紀から18世紀にかけての戦争により最も困難な試練の時代を経験した。この町は宿営の提供や軍税の支払いを義務づけられ、略奪を受けた。さらに何度も火事に遭い、ギーボルデハウゼンの一部は破壊された。こうした事件は1694年、1712年、1850年に起こり、1850年にはさらにコレラの流行にもさらされ、350人の命が失われた。1885年の郡制度の導入までギーボルデハウゼンは、ウンターアイヒスフェルトの同名のアムトの司法・行政中心地であった。1885年の新たな郡創設に伴うアムト廃止により、ギーボルデハウゼンの歴史に深く関わってきた機能が失われた。ただし区裁判所だけは1932年まで存続した。1971年、ギーボルデハウゼンは、同名のザムトゲマインデ（集合自治体）の中心地となった。

### 司法関連
「ギーボルデハウゼンの裁判」は1396年に初めて記録されている。これは、ギーボルデハウゼンがブラウンシュヴァイク公からマインツ司教に以上された後、その代官裁判所から発展したものである。元々この周辺地域の裁判権は民会裁判であり、その会場跡はベルンスハウゼンにある。代官の裁判権が民会の裁判権に介入することで最終的に民会は消滅した。このためギーボルデハウゼン代官は15世紀半ばまでベルンスハウゼンで判事として裁判を行っていた。この判事の社会的地位に15世紀末から変化が起きた。この時代以降、土着の貴族ではなく、アムトの市民階級が判事の地位に就くことが増えていった。アムト・ギーボルデハウゼンにおける裁判の重点はなおもベルンスハウゼンに置かれていたが、ギーボルデハウゼンでも裁判が開かれた。1684年の Reuterschen Lagerbuch によれば、この村の住民を裁く際には主にギーボルデハウゼンで裁判が行われるようになっていた。この村の裁判はベルンハウゼンのそれと同様に判事の他に法廷書記1名と参審員12人で行われた。やがてギーボルデハウゼンの判事の社会的地位が重要なものになったことは、彼がアムトの全法廷で司会を務めるルステベルク上級代官代理の職を辞したことから明らかである。マインツ選帝侯領時代の終わりまで、判事はドゥーダーシュタット市長とともにドゥーダーシュタットの西裁判所を統括した。ヴィントホルスト流の司法改革に伴う行政と司法の分離は1852年になされた。ハノーファー王国では、この地域の区裁判所の統廃合に伴いリンダウ区裁判所が廃止され、1859年にギーボルデハウゼンに統合された。この裁判所は1932年10月1日に閉鎖され、ドゥーダーシュタット区裁判所に統合された。

## 行政

### 議会
この町の議会は、兼任の町長を含め15議席からなる。

### 紋章
図柄: 上下二分割。上部は金地に黒い木組みが見える赤い切妻。下部は赤地に6本スポークの金の「マインツ選帝侯の輪」

## 文化と見所

### カトリックの聖ラウレンティウス教会
砂岩の角石で造られた製ラウレンティウス教会は、その大きさと、高台にあるその位置とでギーボルデハウゼンの風景を決定づけている。この教会は1727年から1729年にベネディクト会修道士フィリップ・ケルステンの設計に基づいて建設された。これにはゴシック様式の先行建造物が取り込まれている。先行建造物であるゴシック教会は1441年に建設されたもので、現存している部分は、扶壁、西壁および西のヴォールトの張間である。教会内部には1754年に創られた三軸の本祭壇や1733年建造の説教壇がある。全長 42 m、全幅 14 m の長堂はウンターアイヒスフェルトの堂々たる宗教建造物の一つである。特徴は内部の十字穹稜ヴォールトである。ここには、ゴシック教会の空間解釈を示す建築と、バロック様式の造形的教会装飾との間で、様式上の不一致が観られる。ギーボルデハウゼンの教会のこうした状況は、主祭壇と脇祭壇との色彩上、装飾上、構成上の統一により、一部解消されている。本祭壇は、1732年から1733年に造られた説教壇の約 20 年後に創られたもので、デューダーシュタットのエルンスト・メルテンが制作にあたった。後期ゴシック様式のピエタの他、木彫の燭台がこの教会の誇る美術品である。この燭台は木に縛られ、矢で貫かれた聖ゼバスティアン像を支えている。

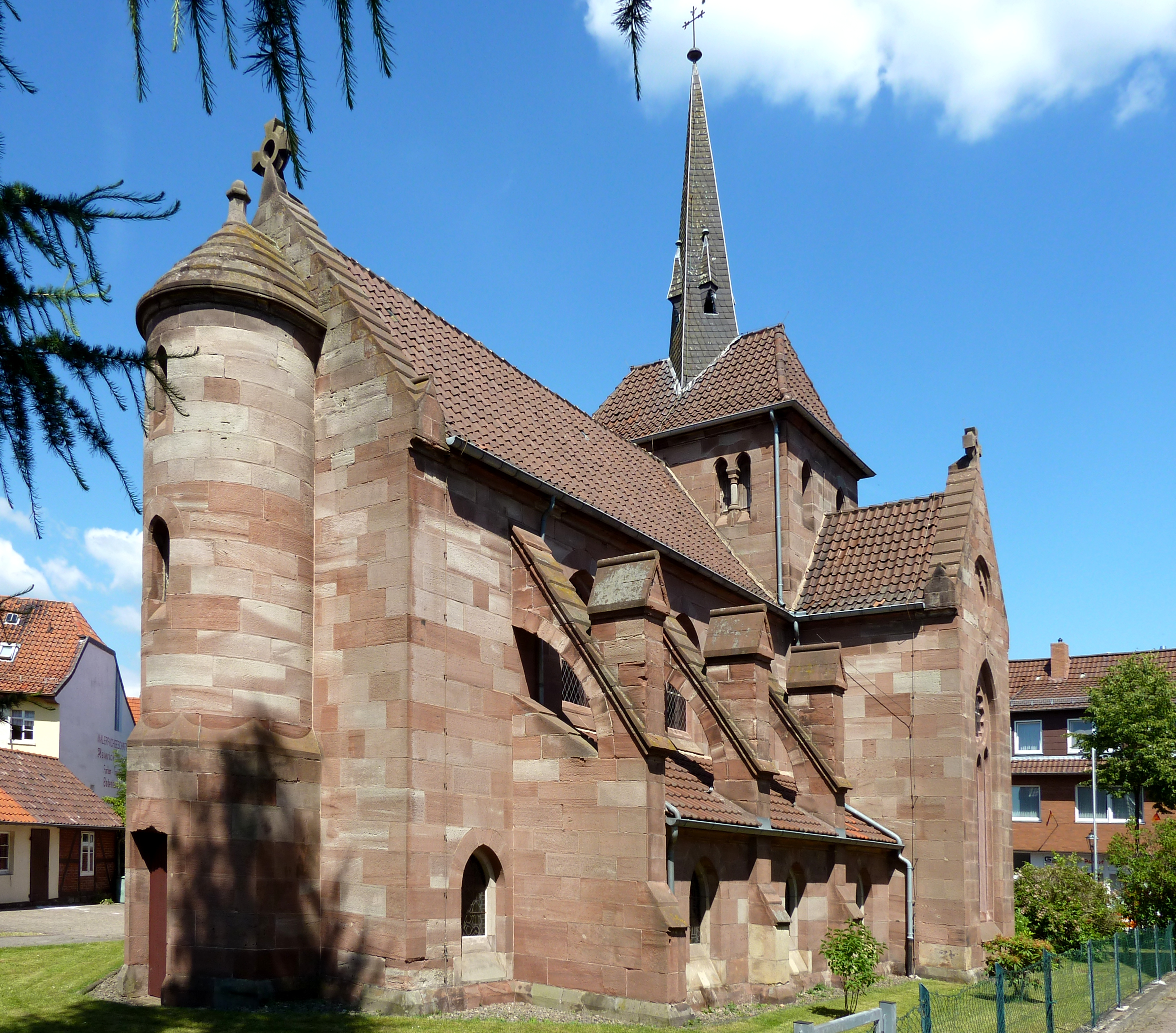
グスタフ＝アドルフ教会

### プロテスタント＝ルター派のグスタフ＝アドルフ教会
カトリックの聖ラウレンティウス教会の近くには1877年にネオゴシック様式で建造されたグスタフ＝アドルフ教会がある。この教会は町のプロテスタント＝ルター派教会組織に利用されており、歴史上、芸術史上の人物と関係がある。たとえば皇后アウグステはこの教会の庇護者の一人である。この教会の建造者はハノーファーの建築家コンラート・ヴィルヘルム・ハーゼである。彼はヒルデスハイムのマリエンブルクの建築家でもある。グスタフ＝アドルフ教会は、ハノーファーの建築家の名前と結びついている。たとえば、ハーゼが創設したハノーファー派の歴史的建築主義の人々である。この教会は比較的小さな規模の教会で、張間が6つの長堂は内陣を含めて 20 m の長さである。それにもかかわらず、この教会は翼廊と顕著な支え柱システムを有する三廊式のバシリカ教会である。内部は、簡素な空間に、肋材が空間の色彩上のアクセントとなっており、彩色されたロマネスク様式の十字架像がある。内陣の側壁には2枚のバロック様式の油絵がある。1枚はキリストの誕生を、もう1枚はキリスト像を描いたものである。後者は1877年に制作されたもので、教会聖別の際の皇后アウグステからの贈り物であった。木製の説教壇はコンラート・ヴィルヘルム・ハーゼの弟子ヘルマン・シャーパーによるものである。彼はゲッティンゲンの市庁舎を建設した人物で、この教会では説教壇の下に4人の福音史家を描いた亜鉛板を装着している。教会の鐘は、この教会の特殊性を示している。この鐘は1873年にフランス軍の大砲から鋳造されたもので、ドイツ皇帝ヴィルヘルム1世からの寄進の品である。

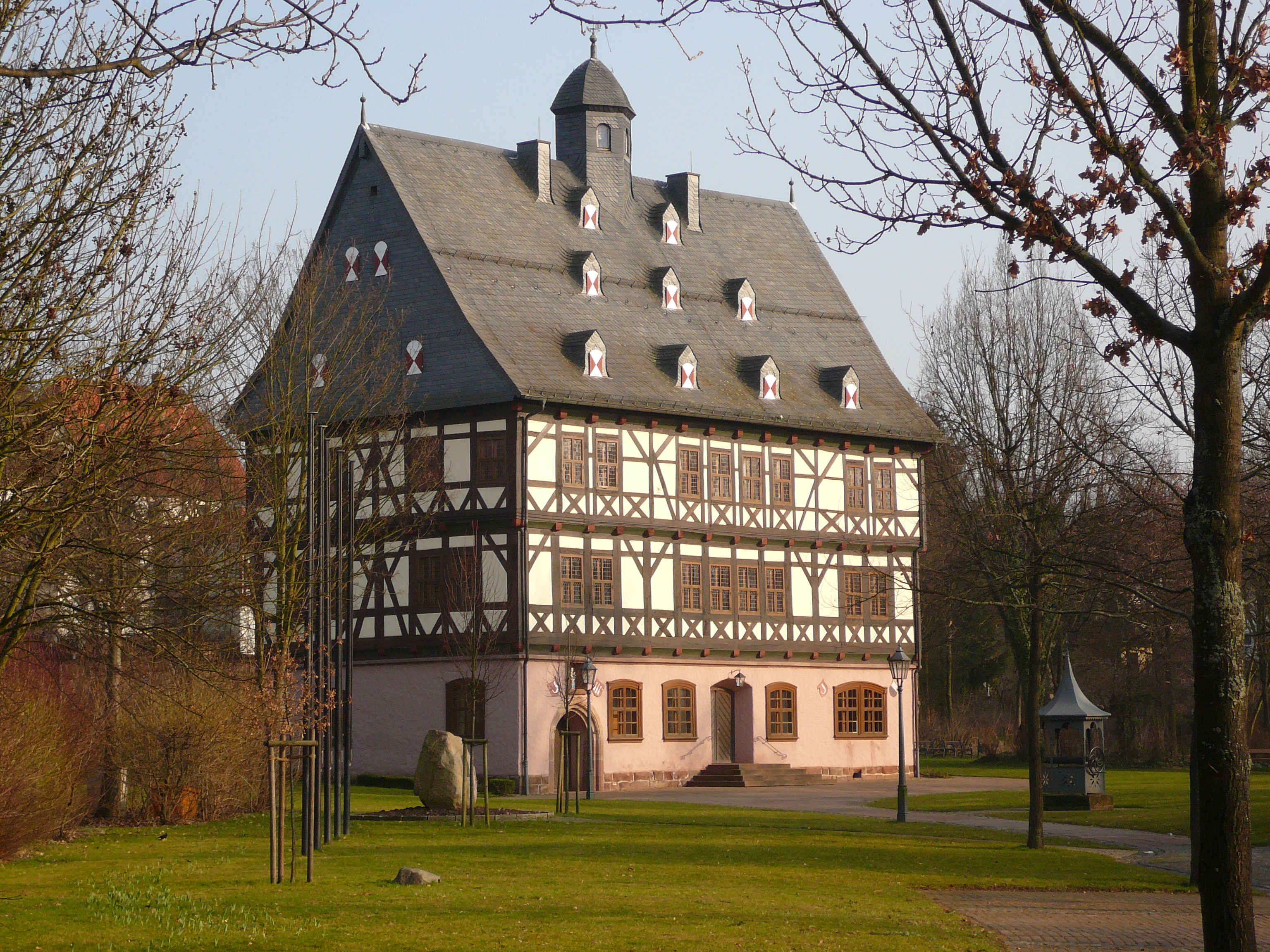
ギーボルデハウゼンの城館

### 城館
ギーボルデハウゼンの領主家ミンニゲローデ家の代官屋敷は中心部の南の緑地内にあり、「シュロス（城館）」と呼ばれている。堂々としたその建物は大きな農場屋敷の遺構である。地階を囲う荒石の上に建てられた4層の木組み建築で、スレート葺き屋根の中央に小塔がある。この屋敷は16世紀の初めに建設されたものだが、堅牢な地階とヴォールト構造の地下室は先行建造物の遺構を転用したものである。先行建築は、水堀で囲まれた強固な石造建築で、古いモットの場所に建造されていた可能性がある。この屋敷の古い所有者はブルーデンフーゼン家であったが、ミンニゲローデ家が1502年に家屋、農場、牧草地を購入した。おそらく彼らの下で「ハウス・アウフ・ヴァル」も再興されたと考えられる。ミンニゲローデ家自体は1502年からギーボルデハウゼンの城代 (Burgmann) に任命され、1521年から1532年まで代官 (Amtmann) の職にあった。1520年以後この屋敷は現在の姿に改築され、年輪年代学研究はこの木組み建築を1528年のものとしている。

## 引用
1. ↑  Landesamt für Statistik Niedersachsen, LSN-Online Regionaldatenbank, Tabelle A100001G: Fortschreibung des Bevölkerungsstandes, Stand 31. Dezember 2023
2. ↑  Klaus Grote: Gieboldehausen. Schloss der Herren von Minnigerode am "Wall". In: Führer zu archäologischen Denkmälern in Deutschland - Stadt und Landkreis Göttingen. 17, 1988, p. 242.